# Сельское поселение Краснооктябрьский
Сельское поселение Краснооктябрьский — муниципальное образование в Большечерниговском районе Самарской области.
Административный центр — посёлок Краснооктябрьский.

## Административное устройство
В состав сельского поселения Краснооктябрьский входят:
- посёлок Краснооктябрьский,
- посёлок Исток,
- посёлок Кинзягулово,
- посёлок Костино,
- посёлок Фитали,
- посёлок Хасьяново(0чел.).